# 米倉ななか
米倉ななか（よねくら ななか、2000年10月11日 - ）は、日本のグラビアアイドル。

## 人物・来歴
おんなのこ大に在学中だ。

## 作品

### DVD
- ピュア・スマイル （2020年2月21日、竹書房）
- seven color（2020年6月26日、エスデジタル）
- なないろ日記（2020年9月20日、ラインコミュニケーションズ）[2]